# Surkhet (distrito)

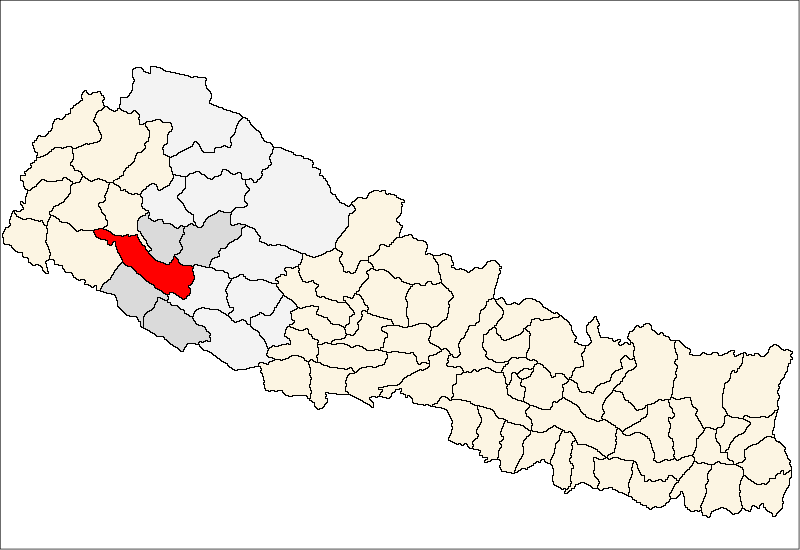
Localização do distrito de Surkhet no Nepal

Surkhet é um distrito da zona de Bheri, no Nepal.